# Linaria paradoxa
Espèce
Linaria paradoxa est une espèce de plantes à fleurs de la famille des Plantaginaceae endémique de la Tunisie.